# سيبقى الحب سيدي
سيبقى الحبُّ سيدي، مجموعة شعرية من مؤلفات الشاعر العربي السوري نزار قباني، صدرت في عام 1987، عن منشورات نزار قباني في بيروت، لبنان.